# リンカルス
リンカルス（学名：Hemachatus haemachatus）は、爬虫綱有鱗目コブラ科リンカルス属に属する有毒ヘビ。本種一種のみでリンカルス属を形成する（単型）。特定動物。

## 分布
南アフリカ、レソト、トランスカイ、スワジランド、ジンバブエとモザンビーク国境周辺

## 形態
全長90-110cm。体色は黒色で、腹面の首の部分に1つまたは2つの明るい横縞が入る。全体に縞模様の入る個体もいる。
フードコブラ属の種とは異なり、鱗の隆起（キール）が著しいのが特徴である。

### 毒
主には神経毒で、細胞毒も含まれる。
咬まれるとその細胞毒の作用で、咬症部位を中心とした皮膚の広範囲な壊死を生じることがある。
毒は他のコブラ科の種に比べると粘り気が少なくサラサラしている。
一般に毒蛇の牙は先端側に向いた噴出孔をもち、毒液の注射針として機能するが、多くのドクハキコブラのように、リンカルスの牙の噴出孔は前方へ向いており、対峙した相手に毒液を吹きかけることができる。

## 生態
身を隠すのに適した草原地帯を好んで生息するが、湿地帯などにも多く見られる。
危険を感じるとフードを広げて立ちあがり、噴気音をあげて威嚇する。
本種は非常に巧みな擬死行動をとることでも有名である。
食性は動物食で、主にヒキガエルを食べるが、小型爬虫類、小型両生類、小型哺乳類等も食べる。
繁殖形態はアフリカのコブラには珍しく卵胎生で、1回に20-35匹、多い時には65匹もの子ヘビを産む。
防御行動として吐く毒液は敵の眼を狙って2.5メートルから3メートル弱にまで飛び、眼に入ると激痛を感じるだけでなく、最悪の場合は失明に至ることもある。 しかし、体を前方に投げ出して毒を噴射するため、フードコブラ属のドクハキコブラと比べると命中率は低い。